# 1679
1679 (MDCLXXIX) je bilo navadno leto, ki se je po gregorijanskem koledarju začelo na nedeljo, po 10 dni počasnejšem julijanskem koledarju pa na sredo.

## Dogodki
- 1. januar

## Rojstva
- 24. januar - Christian Wolff, nemški filozof, matematik († 1754)
- 16. avgust - Catharine Trotter Cockburn, angleški pisatelj in filozof († 1749)

## Smrti
- 18. februar - Anne Conway, vikontesa, angleška filozofinja (* 1631)
- 4. december - Thomas Hobbes, angleški filozof (* 1588)
- 31. december - Giovanni Alfonso Borelli, italijanski fiziolog, fizik, astronom, matematik (* 1608)

Neznan datum
- Sajed Borhan, sultan Kasimskega kanata (* 1626)